# رحلة الحلم لكاداث المجهول
رحلة الحلم لكاداث المجهول (بالإنجليزية: The Dream-Quest of Unknown Kadath)‏ هي رواية قصيرة بقلم هوارد فيليبس لافكرافت (1890-1937). ويعتقد أنه بدأها في خريف العام 1926، وانتهى منها في 22 يناير 1927 ولم تنشر في حياته. وهي أطول القصص التي تشكل «سلسلة الحلم» وأطول أعمال لافكرافت من بطولة شخصيته المعتادة راندولف كارتر. وتعتبر هذه القصة، معه رواية قضية تشارلز دكستر وارد عام 1927، إحدى أهم الإنجازات الأدبية في تلك الفترة من حياة لافكرافت. تجمع القصة بين عناصر الرعب والخيال في حكاية ملحمية تصور مقدرة العقل البشري على الحلم.
نشرت القصة بعد وفاته من قبل دار أركهام عام 1943. وحاليا تم نشرها من قبل بالانتاين بوكس في مختارات تتضمن أيضا «المفتاح الفضي» و«عبر بوابات المفتاح الفضي». قام سوناند تريامباك جوشي بتصليح النص في نسخته النهائية ونشره عبر دار أركهام في مجموعة «في جبال الجنون وروايات أخرى» وبنغوين كلاسيكس في «الأحلام في الساحرة وقصص غريبة أخرى».